# Beekkant
Beekkant – stacja metra w Brukseli, na linii 1, 2, 5 i 6. Zlokalizowana jest za stacją Gare de l’Ouest/Weststation, Étangs Noirs/Zwarte Vijvers i Osseghem/Ossegem. Została otwarta 8 maja 1981.